# Приватне право
Привáтне пр́аво — це сукупність правових норм різних галузей права (підсистема), предметом регулювання яких є відносини у сфері приватних, індивідуальних інтересів юридично рівних суб'єктів за допомогою переважно диспозитивного методу регулювання.
До приватного права відносять насамперед норми цивільного права. Тут юридичний пріоритет (на відміну від норм публічного права) у питаннях реалізації приватних інтересів, ініціатива залежить від волі приватних осіб, громадян, їх об'єднань, недержавних суб'єктів господарювання, а регулювання відбувається на засадах координації, тобто за принципами юридичної рівності, автономії таких суб'єктів.
Приватне право має велике значення в забезпеченні свободи автономної особи, незалежності і самостійності приватних осіб і тому є умовою і гарантом розвитку ринкової економіки, демократії, громадянського суспільства. Воно охоплює відносини, учасники яких не володіють ніякою примусовою владою один щодо одного, а, більш того, відокремленні від державної влади і тому є «приватними».
 Однак, і це дуже важливо, їх договори, акти, в тому числі односторонні, наприклад акти власників, мають повноцінне юридичне значення, захищаються судом, визнаються і забезпечуються державою як її власні веління. Приватне право створює зону свободи, ізольовану від державної влади, в якій здійснюють свою майнову, господарську діяльність приватні особи. Державна влада може втручатись у цю діяльність тільки в передбачених законом випадках, або за рішенням суду. Водночас дії приватних осіб, якщо вони не порушують встановлених законом заборон, державна влада зобов'язана не тільки визнавати, а й захищати.
До приватного права відносять галузі:
- цивільне право
- сімейне право
- господарське право
- трудове право
- житлове право
- земельне право

## Історія поділу права на публічне і приватне
Див.

## Критерії поділу на приватне та публічне право
Див.

## Ознаки приватного права
До ознак приватного права можна віднести такі:
1. Його галузі регулюють рівносторонні відносини між рівними, юридично непідпорядкованими суб'єктами.
2. Його норми спрямовані на регулювання відносин, в яких суб'єкти задовольняють приватний (особистий, недержавний) інтерес.
3. За своїм призначенням воно визначає сферу свободи індивіда і створено для її реалізації (а державно-правовий порядок створюється засобами публічного права для забезпечення, охорони, захисту відновлення прав і свобод особи, яка задовольняє приватні інтереси у сфері, що є вільною від необґрунтованого державного втручання).
4. Суб'єкти самостійно здійснюють волевиявлення. Це означає, що приватно правові відносини можуть регулюватися, і відповідні права та обов'язки сторін можуть встановлюватися декількома суб'єктами за їх власною ініціативою. При цьому застосовується договірна форма встановлення суб'єктивних прав і обов'язків.
5. Використовується диспозитивний метод, децентралізований, що означає координаційні способи впливу, придатні для регулювання горизонтальний відносин між юридично рівними особами. Головним правовим інструментарієм таких галузей виступає дозвіл. Основним типом правого регулювання є загальнодозвільний (суб'єкти правомочні в приватноправові сфері робити все, крім того, що прямо заборонено законом).
6. Відносини між суб'єктами приватного права мають як майновий, так і немайновий, особистий характер.

## Рецепціяримського приватного правав Україні
Вплив римського приватного права на законодавство України простежується упродовж Х-XIX ст. Найстародавнішою пам'яткою древньоруського права є «Руська правда», чимало положень якої мають безсумнівну схожість з положеннями римського приватного права у його візантійській інтерпретації, що свідчить про рецепціювання окремих законів з візантійського (грецького) законодавства.